# Anika Noni Rose
Anika Noni Rose  (Bloomfield, Connecticut, 6 de septiembre de 1972) es una actriz y cantante estadounidense conocida por ser ganadora del premio Tony interpretando a Emmie Thibodeaux en el musical Caroline, or Change y sus papeles protagónicos en las películas Dreamgirls y La princesa y el sapo.

## Primeros años
Rose nació en Bloomfield, Connecticut. En su primer año en la escuela secundaria apareció en una producción escolar y desde allí comienza su gusto por la actuación. Luego asistió a la Universidad Agrónoma y Mecánica de la Florida, donde obtuvo una licenciatura en teatro, y comenzó a estudiar arte dramático en el American Conservatory Theatre de San Francisco (California).

## Carrera
Rose se muda a Nueva York sin trabajo. Tres meses después, logra obtener el papel de Rusty en la adaptación de Broadway de Footloose. En donde trabaja sin descanso con los numerosos talleres y espectáculos musicales con dos presentaciones musicales, de Eli Comin Off-Broadway, y de My and Mrs. Jones con Lou Rawls, en Filadelfia. Más tarde aparece la gran  oportunidad de Rose en Broadway en donde aparece como Emmie Thibodeaux en Caroline, or Change. En 2004, fue galardonada con el Premio Mundial de Teatro, el Premio Lucille Lortel Actriz de, y el Premio Tony a la Mejor Actriz de Reparto en un Musical por Caroline, or Change. El debut de Rose en el cine llegó con la película de 1999 King of the Bingo Game como "cine negro femenino". En 2003, Desempeña el papel de Kaya en From Justin to Kelly, en 2004 actuó en la película Tentación, seguido de Sobreviviendo a la Navidad como cantante en el coro. En 2006, Rose protagoniza Dreamgirls como Lorrell Robinson con Beyoncé Knowles, Jennifer Hudson, Jamie Foxx y Eddie Murphy. Más tarde Rose aparecie en las películas Just Add Water, Rzor y en el 2009 con Disney, La princesa y el sapo como la voz del personaje principal Tiana, la primera princesa de Disney de ascendencia africana. Además Rose se convierte en anfitriona por la princesa y el sapo en el Charter Oak Cultural Center, una organización sin fines de lucro, multicultural  que ofrece gratis programas a los niños después de clases en Hartford, Connecticut. 
Rose también protagoniza junto a Jill Scott en  The No. 1 Ladies Detective Agency, dirigida por Anthony Minghella.
En 2010, 
Rose aparece como Yasmine en la película For Colored Girls. En el cual los críticos describen el desempeño de Rose como "una mujer dura".
En 2011, Rose hace el papel de Sara Tidwell en  la miniserie Bag of Bones en el canal A&E basado en la novela de Stephen King del mismo nombre.
Rose también ha sido nombrada con el premio Disney Legends el 19 de agosto de 2011.

## Filmografía

### Películas
- 1999: Rey del bingo
- 2000: Misa de Leonard Bernstein en la Ciudad del Vaticano
- 2003: From Justin to Kelly [Kaya]
- 2004: Temptation [Fog]
- 2004: Sobreviviendo a la Navidad [Choir]
- 2006: Dreamgirls [Lorrell Maya Robinson]
- 2008: Just Add Water [R'ch'lle]
- 2009: La Princesa y el Sapo [Tiana, voz]
- 2010: For Colored Girls [Yasmine]
- 2011: Company [Marta]
- 2012: Skyler [Terapista]
- 2012: As Cool As I Am [Frances]
- 2013: Khumba [Lungisa, voz]
- 2013: Half of a Yellow Sun [Kainene]
- 2014: Imperial Dreams [Sra. Price]
- 2014: The Blue Mauritius [Makeda]
- 2017: Everything, Everything [Dra. Pauline Whittier]
- 2018: Nación asesina [Nance]
- 2018: Ralph Breaks the Internet [Tiana, voz]
- 2020: Jingle Jangle
- 2021: The Outlaw Johnny Black [Jessie Lee]
- 2024: Mufasa: El Rey León [Afia, voz]

### Televisión
- 2001: 100 Centre Street (1 episodio)
- 2002: Third Watch (1 episodio) [Monay]
- 2007: The Starter Wife (miniserie) [Lavender]
- 2008-2009: The No. 1 Ladies Detective Agency [Grace Makutsi]
- 2010-2012: The Good Wife [Wendy Scott-Carr]
- 2011: Law & Order: Special Victims Unit (1 episodio) [Miriam Deng]
- 2011: Have a Little Faith (película para TV) [Annette]
- 2011: Bag of Bones (película para TV) [Sara Tidwell]
- 2012: Private Practice [Corinne Bennett]
- 2012: Elementary [Dr. Carrie Dwyer]
- 2012: The Simpsons [Rita LaFleur, voz]
- 2013: The Watsons Go to Birmingham (película para TV) [Wilona Sands Watson]
- 2014: Sofia the First [Princesa Tiana, voz]
- 2014: A Day Late and a Dollar Short (película para TV) [Paris Price]
- 2015-2016: Vixen [Kuasa, voz]
- 2015-2016: Bates Motel [Liz Babbitt, 5 episodios]
- 2016-2017: Power [LaVerne "Jukebox" Thomas]
- 2016: Roots [Kizzy Waller]
- 2017-2018: The Quad [Dra. Eva Fletcher, 2 episodios]
- 2018: American Masters [Lorraine Hansberry]
- 2019: Los Vengadores unidos [Yemandi, voz, 5ª temporada]
- 2020:  Little Fires everywhere  [Pauline]
- 2021:  Maid  [Regina]

### Teatro
- 1998: Canción del valle
- 1998: Hydriotaphia, o la muerte del Dr. Browne
- 1999: Tartuffe
- 1999: Ópera de cuatro cuartos
- 2000: Footloose
- 2000: Aida
- 2001: Carmen Jones
- 2001: Eli's Comin'
- 2001: Me and Mrs Jones
- 2003-2004: Caroline, or Change
- 2008: Cat on a Hot Tin Roof
- 2011: Company
- 2013: Hamilton
- 2014: A Raisin in the Sun
- 2018: Carmen Jones

### Videojuegos
- (2011) Kinect Disneyland Adventures La princesa y el sapo (Voz)

## Premios y nominaciones
Premios Tony
| Año  | Categoría                                     | Obra                | Resultado |
| ---- | --------------------------------------------- | ------------------- | --------- |
| 2004 | Mejor actriz de reparto en un musical         | Caroline, or Change | Ganadora  |
| 2014 | Mejor actriz de reparto en una obra de teatro | A Raisin in the Sun | Nominada  |

Premio Grammy
| Año  | Categoría                                          | Canción    | Resultado |
| ---- | -------------------------------------------------- | ---------- | --------- |
| 2008 | Mejor Álbum de Banda sonora de compilación de Cine | Dreamgirls | Nominada  |

Screen Actors Guild
| Año  | Categoría                                        | Película   | Resultado |
| ---- | ------------------------------------------------ | ---------- | --------- |
| 2007 | Premio del Sindicato de Actores al Mejor Reparto | Dreamgirls | Nominada  |

Satellite Award
| Año  | Categoría                                                               | Canción                       | Resultado |
| ---- | ----------------------------------------------------------------------- | ----------------------------- | --------- |
| 2009 | Mejor Actriz en un Drama, Comedia o Película de Televisión o Mini-Serie | N º 1 Ladies Detective Agency | Nominada  |

Image Award
| Año  | Categoría                                          | Película                          | Resultado |
| ---- | -------------------------------------------------- | --------------------------------- | --------- |
| 2007 | Outstanding Supporting Actress in a Motion Picture | Dreamgirls                        | Nominada  |
| 2008 | Mejor Actriz en una Película para Mini-Serie       | The Starter Wife                  | Nominada  |
| 2010 | Mejor Actriz en una Película                       | La Princesa y el Sapo             | Nominada  |
| 2011 | Mejor Actriz de Reparto en una Película            | For Colored Girls                 | Nominada  |
| 2012 | Mejor actriz de reparto en una serie dramática     | Law & Order: Special Victims Unit | Nominada  |

Black Reel Award
| Año  | Categoría                                      | Película                    | Resultado |
| ---- | ---------------------------------------------- | --------------------------- | --------- |
| 2010 | Best Voice Performance                         | La Princesa y el Sapo       | Ganadora  |
| 2010 | Best Song (Original or Adapted) "Almost There" | La Princesa y el Sapo       | Ganadora  |
| 2010 | Best Ensemble                                  | La Princesa y el Sapo       | Nominada  |
| 2010 | Best Supporting Actress                        | For Colored Girls           | Nominada  |
| 2011 | Outstanding Ensemble                           | For Colored Girls           | Ganadora  |
| 2011 | Best Ensemble                                  | La Princesa y el Sapo (Voz) | Ganadora  |

Dean Goodman Choice Award
| Año  | Obra              | Resultado |
| ---- | ----------------- | --------- |
| 1998 | Canción del valle | Ganadora  |

Garland/Drama Logue Award
| Año  | Obra              | Resultado |
| ---- | ----------------- | --------- |
| 1998 | Canción del valle | Ganadora  |

S.F. Bay Guardian Upstage/Downstage Award
| Año  | Obra                    | Resultado |
| ---- | ----------------------- | --------- |
| 1999 | Ópera de cuatro cuartos | Ganadora  |

OBIE Award
| Año  | Obra        | Resultado |
| ---- | ----------- | --------- |
| 2001 | Eli's Comin | Ganadora  |

Clarence Derwent Award
| Año  | Obra                | Resultado |
| ---- | ------------------- | --------- |
| 2004 | Caroline, or Change | Ganadora  |

Lucille Lortel Award for Outstanding Featured Actress
| Año  | Obra                | Resultado |
| ---- | ------------------- | --------- |
| 2004 | Caroline, or Change | Ganadora  |
| 2019 | Carmen Jones        | Ganadora  |

Theatre World Award
| Año  | Obra                | Resultado |
| ---- | ------------------- | --------- |
| 2004 | Caroline, or Change | Ganadora  |